# Kecamatan Pabuaran (distrikt i Indonesien, Jawa Barat, lat -6,44, long 107,61)
Kecamatan Pabuaran är ett distrikt i Indonesien.   Det ligger i provinsen Jawa Barat, i den västra delen av landet, 90 km öster om huvudstaden Jakarta.